# Ogrodniczki (Stoczki)
Ogrodniczki – część wsi Stoczki w Polsce, położona w województwie podlaskim, w powiecie białostockim, w gminie Turośń Kościelna.
W latach 1975–1998 Ogrodniczki administracyjnie były częścią województwa białostockiego.